# Rhytidoponera aenescens
Rhytidoponera aenescens é uma espécie de formiga do gênero Rhytidoponera.